# Blur
Blur je engleski alternativni bend formiran u Londonu 1988. kao „Seymour“, a sastoji se od pevača Dejmona Albarna (engl. Damon Albarn), gitariste Grajama Koksona (engl. Graham Coxon), bas gitariste Aleksa Džejmsa (engl. Alex James) i bubnjara Dejva Rauntrija (engl. Dave Rowntree). Njihov debitantni album Leisure koji je izdat 1991. godine, uključivao je i zvuke madchester-a i shoegazing-a. Njihova stilska promena potekla je od uticaja pop grupa kao što su The Kinks, The Beatles i XTC. Blur je izdao Modern Life Is Rubbish (1993), Parklife (1994) i The Great Escape (1995) albume. Bend je doprineo popularizaciji britpop žanra i postigao masovnu popularnost u Velikoj Britaniji u čemu je uveliko doprinelo njihovo rivalstvo sa bendom Oasis. 
Na svom sledećem albumu Blur (1997), bend prolazi kroz još jednu transformaciju čemu doprinosi lo-fi stil Američkih indi rok bendova kao što je Pavement. „Song 2“ donosi im kratkotrajan uspeh u Americi. Na poslednjem albumu 13 (1999) eksperimentišu sa elektronskom muzikom i gospelom. U maju 2002. godine Kokson napušta Blur tokom snimanja njihovog sedmog albuma Think Tank. Album zadržava elektronski zvuk i minimalnu gitaru i primećuje se Albarnov sve veći interes za hip hop i afričku muziku. Posle turneje 2003. godine koja je protekla bez Koksona, Blur više ne snima i ne radi turneje. Blur se ponovo okuplja 2009. godine i sledi serija uspešnih koncerata. 

## Istorija

### Formiranje i: 1988—1991.
Prijatelji od detinjstva Albarn i Kokson sreli su Aleksa Džejmsa na studijama na Goldsmiths College 1988. godine. Albarn je bio član benda zvanog „Circus“ kome se pridružio i bubnjar Dejv RoutriChildhood. Pošto su ostali bez gitariste i basiste zovu Koksona i Džejmsa da im se pridruže. Ovaj novo formirani bend menja ime u „Seymour“ po Salidžerovoj J.D. Salinger knjizi Seymour: An Introduction.. Seymour pop prvi put svira leta 1989.godine. U novembru Endi Ros koji je radio za Food Records A&R prisustvuje njihovoj svirci nakon čega im predlaže da potpišu ugovor sa njegovom producentskom kućom. Jedini problem je bilo ime benda koje se nije dopalo ljudima iz Food Rekordsa. Iz liste alternativnih imena koja im je ponuđena biraju ime „Blur“. Food records konačno potpisuje ugovor sa Blurom u martu 1990. godine. 
Od marta do jula 1990. godine Blur je bio na turneji po Velikoj Britaniji kao predgrupa grupi The Cramps testirajući nove pesme. Po završetku turneje izdaju singl „She's So High“ koji se rangirao na 48. mestu Britanske singl liste. Bend je imao potaškoća pri kreiranju sledećeg hita ali su napravili pomak kada su se udružili sa producentom Stivenom Stritom Stephen Street. Rezultat je pesma „There's No Other Way“ koja postaje hit.
Treći singl „Bang“ je bio relativno razočaravajući, postižući tek 24. mesto. Endi Ros i vlasnik Food studija su bili ubeđeni da Blur reba da radi po uticaju madchester žanra. Blur je pokušao da proširi svoj muzički stil ali snimanje je kočilo to što je Albarn morao da piše stihove u studiju. I dok je album Leisure rangiran na osmom mestu Britanskih lista, kritike su bile izmešane, and according to journalist John Harris, "could not shake off the odour of anti-climax".

### Britpop godine: 1992—1995.
Bend kreće na turneju po Americi kada su otkrili da duguju 60.000 funti Tokom dvomesečne turneje članovi benda postaju frustrirani i često upadaju čak i u fizičke obračune.
Posle slabog izvođenja na konceru 1992. godine, na kome je učestvovao i bend Suede koji je, za razliku od Blura, prošao sjajno, Blur je bio u opasnosti od raskida ugovora sa svojom izdavačkom kućom. Bend je završio svoj drugi album Modern Life Is Rubbish u decembru 1992. godine ali je Food Records zahtevao da se vrate u studio i snime još par potencijalnih hitova. Bend je poslušao savet i Albarn komponuje pesmu „For Tomorrow“ koja postiže osrednji uspeh i plasira se na 28. mesto .Modern Life Is Rubbish izlazi u maju 1993. godine i plasira se na 15. mesto britanskih muzičkih lista ali nije uspeo da impresionira Amerikance.
Uspeh albuma Parklife iz 1994. godine oživeo je komercijalnu uspeh benda. Prva pesma „Girls & Boys“ popela se na peto mesto na Britanskoj listi i četvrto na američkoj koji joj je i danas najveći rejting..Blur dobija četiri nagrade 1995. godine na „BRIT Awards“. 
Bend počinje da radi na svom četvrtom albumu The Great Escape početkom 1995. godine . Javno rivalstvo između njih i Mančesterskog benda Oasis dostiže vrhunac kada oba benda objavljuju svoje nove singlove istog dana na događaju NME nazvanog „Britanski šampionat teške kategorije“. Debata o tome koji će singl pobediti, postaje medijski fenomen. Na kraju nedelje njihov singl „Country House“ pobeđuje Oasisov „Roll With It“ i postaje Blurov prvi broj jedan hit.

### Preobražaj nakon Britpopa: 1996—2000.
Rane 1996. godine intervju koji su dali za Q magazin otkrio je da je odnos među članovima benda zahladneo. Kokson je naročito bio ogorčen članovima benda. Džejmsa je prezirao zbog razuzdanog ponašanja a Albarna zbog njegove kontrole nad imidžom benda. Gitarista počinje preterano da pije i zbog revolta počinje da sluša američki alternativni rok koji je u potpunom kontrastu od njihove britpop estetike. Iako je prethodno kritkovao Koksonov andergraund muzički ukus, Albarn počinje da ga ceni i prihvata da ponovo treba menjati muzički pravac Blura.
Rezultat toga je njihov peti studijski album pod nazivom Blur],koji je izdat u februaru 1997. godine. Iako su kritičari predvideli da će ovaj „lo-fi sonic“ eksperiment udaljiti Blur od njihove baze obožavateljki, ipak su prihvatili. Uprkos upozorenju da je album komercijalno samoubistvo, i album i njegov prvi singl „Beetlebum“ zauzimaju prvu poziciju na britanskim listama.U Americi album dobija odlične kritike a singl „Song 2“ postaje hit, i pošto je licencirana za upotrebu u raznim reklamama, džinglovima, televizijskim emisijama postaje najprepoznatljivija pesma Blura u Americi. Posle uspeha albuma Blur, bend kreće na devetomesečnu svetsku turneju.
U februaru 1998. godine, par meseci po završetku turneje, izdaju Bustin' + Dronin' za Japansko tržište. Album se sastoji od remiksovanih Blurovih pesama koje su radili Thurston Moore, William Orbit i Moby. Od svih remiksa bendu se najviše dopala obrada koju je uradio William Orbit, pa mu nude da bude producent na njihovom sledećem albumu. Snimanje albuma počelo je u junu 1998. godine a u avgustu iste godine Kokson izdaje svoj solo album [.
Šesti po redu studijski album 13' izlazi u martu 1999. godine. Album dobija uglavnom dobre kritike. U julu 1999. godine bend izdaje 22-CD limited edition box-set, set njihovih singlova u znak proslave desetogodišnjice benda. U oktobru 2000 izdaju Blur: The Best of' .

### Koksonov odlazak,, prekid i ponovno ujedinjenje: 2001—danas
Posle turneje 1999. godine bend pravi pauzu u toku koje se članovi benda bave drugim projektima. Kokson snima niz solo albuma, Albarn započinje novi bend Gorillaz sa Jamie Hewlett. Alex James radi sa Fat Les, Sophie Ellis-Bextor i Marianne Faithfull.
Sredinom 2002. godine počinju snimanje na sledećem albumu, ovoga puta bez Koksona. Think Tank izlazi u maju 2003. godine. Na turneju pozivaju gitaristu Simon Tong, bivšeg gitaristu i klavijaturistu benda The Verve, koji je takođe svirao sa Albarnom u bendu Gorillaz. Početkom 2004. godine bend najavljuje snimanje nove ploče i čemu se priključuju i glasine o Koksonovom povratku. Nijedno se nije obistinilo. 

## Diskografija
- (1991)
- (1993)
- (1994)
- (1995)
- (1997)
- (1999)
- (2003)
- The Magic Whip (2015)
- The Ballad of Darren (2023)

## Nagrade
- 1994: Q Awards – Best Album (Parklife)[21]
- 1994: Smash Hits Awards – Best Alternative Band, Best Album (Parklife)[22]
- 1995: Brit Awards – Best Band, Best Album (Parklife), Best Single ("Parklife")[23]
- 1995: NME Awards – Best Band,[24] Best Live Act, Best Album (Parklife)[25]
- 1995: Q Awards – Best Album (The Great Escape)[21]
- 1996: Ivor Novello Awards – Best Songwriters (shared with Noel Gallagher)[26]
- 1999: Q Awards – Best Act in the World Today[27]
- 2000: NME Awards – Best Band, Best Single ("Tender")[24]
- 2003: Q Awards – Best Album (Think Tank)[21]
- 2003: South Bank Show Awards – Best Album (Think Tank)[28]
- 2009: MOJO Awards – Inspiration Award[29]-->

## Literatura
- Harris, John (2004). Britpop! Cool Britannia and the Spectacular Demise of English Rock. 2004. Da Capo Press. ISBN 978-0-306-81367-2.
- Strong, Martin C. (2002). The Great Indie Discography. 2003. Canongate. ISBN 978-1-84195-335-9.
- Thompson, Dave (2000). Alternative Rock. 2004. Miller-Freeman. ISBN 978-0-87930-607-6.
- Live Forever: The Rise and Fall of Brit Pop. Passion Pictures. 2004.
- Maconie, Stuart. Blur: 3862 Days - The Official History. 1999 Virgin Books. ISBN 978-0-7535-0287-7.

## Spoljašnje veze
- Званични веб-сајт